# Battle Chasers: Nightwar
Battle Chasers: Nightwar è un videogioco di ruolo sviluppato da Airship Syndicate e pubblicato da THQ Nordic. È stato pubblicato nell'ottobre 2017 per Microsoft Windows, macOS, PlayStation 4 e Xbox One, e nel maggio 2018 per Nintendo Switch e Linux.
Basato sulla serie di fumetti fantasy Battle Chasers di Joe Madureira, il gioco racconta la storia dei personaggi della serie abbandonati su un'isola e costretti a fermare i piani di una strega malvagia per riuscire a fuggire.

## Trama
Il cast principale dei personaggi include Garrison, uno spadaccino tenebroso, Calibretto, un golem di guerra dal cuore gentile, Red Monika, una ladra, Knolan, un vecchio mago, e Gully, una giovane ragazza con un paio di guanti magici che sta cercando suo padre. Quando il dirigibile dei personaggi principali del gioco viene abbattuto su un'isola misteriosa, questi sono costretti a vedersela con un folto gruppo di malfattori che si stanno riversando lì a causa della scoperta di una miniera d'oro di mana. Tra di loro c'è Destra, una strega malvagia.

## Modalità di gioco
I giocatori esplorano il mondo di gioco in modo lineare, combattendo i nemici che sono sempre visibili sulla mappa, finché non entrano in un dungeon, dove esplorano in una visuale isometrica che è stata paragonata a Diablo. Lì possono combattere i nemici e schivare le trappole usando abilità speciali. Durante la battaglia, il gioco presenta una meccanica di "sovraccarico", in cui l'uso di attacchi non magici genera un "sovraccarico" che può essere utilizzato al posto del mana. Il giocatore può impostare la difficoltà dei dungeon prima di entrarci, e completando i dungeon a difficoltà più elevate si ottengono più punti esperienza.

## Sviluppo
Battle Chasers: Nightwar è stato il primo gioco sviluppato da Airship Syndicate, un team composto da ex membri di Vigil Games. Il progetto è stato parzialmente finanziato tramite una campagna Kickstarter, raccogliendo oltre 850.000 dollari.

## Accoglienza
Il gioco ha ricevuto recensioni positive, con punteggi medi su Metacritic che variano da 75 a 84 a seconda della piattaforma. Critiche sono state mosse alla difficoltà e alla necessità di grinding, ma la grafica e lo stile visivo sono stati elogiati.